# 8817 Roytraver
8817 Roytraver (1985 JU1) là một tiểu hành tinh vành đai chính được phát hiện ngày 13 tháng 5 năm 1985 bởi C. S. Shoemaker và E. M. Shoemaker ở Palomar.